# Sławomir Peszko
Sławomir Konrad Peszko ([swaˈvɔmir ˈpɛʂkɔ] ⓘ; sinh ngày 19 tháng 2 năm 1985) là một cầu thủ bóng đá chuyên nghiệp người Ba Lan thi đấu ở vị trí tiền vệ cho câu lạc bộ Wieczysta Kraków.
Peszko đã giành nhiều chức vô địch quốc gia và cúp quốc gia tại quê nhà Ba Lan trong màu áo các câu lạc bộ Wisła Płock, Lech Poznań và Lechia Gdańsk. Từ 2011–2015 Peszko chơi bóng ở nước ngoài với điểm khởi đầu là 1. FC Köln của Đức vào năm 2011, có quãng thời gian ngắn đá cho Wolverhampton Wanderers của Anh và Parma của Ý.
Peszko là tuyển thủ quốc gia Ba Lan trong 10 năm từ 2008–2018 và đã đại diện cho Ba Lan thi đấu tại Giải vô địch châu Âu 2016 và Giải vô địch thế giới 2018.

## Sự nghiệp

### Cấp câu lạc bộ
Peszko bắt đầu sự nghiệp ở các lứa trẻ của Nafta Jedlicze trước khi chuyển đến Orlen Płock. Tại đây, anh có trận đá chuyên nghiệp đầu tiên vào ngày 28 tháng 8 năm 2002 khi vào sân tại một trận của Cúp quốc gia Ba Lan đối đầu Jagiellonka Nieszawa. Sau đó anh có trận ra mắt giải vô địch quốc gia vào mùa 2002–03 và trong mùa bóng kế tiếp dần chiếm được suất đá chính.
Cùng Wisła Płock, anh đã vô địch Cúp quốc gia và Siêu cúp Ba Lan năm 2006 và cùng đội góp mặt tại vòng loại của Cúp UEFA mùa giải đó. Tuy nhiên, Płock bị xuống hạng vào năm 2007 và Peszko vẫn ở cùng đội thi đấu tại I Liga, anh ghi được 16 bàn sau 26 trận ra sân.

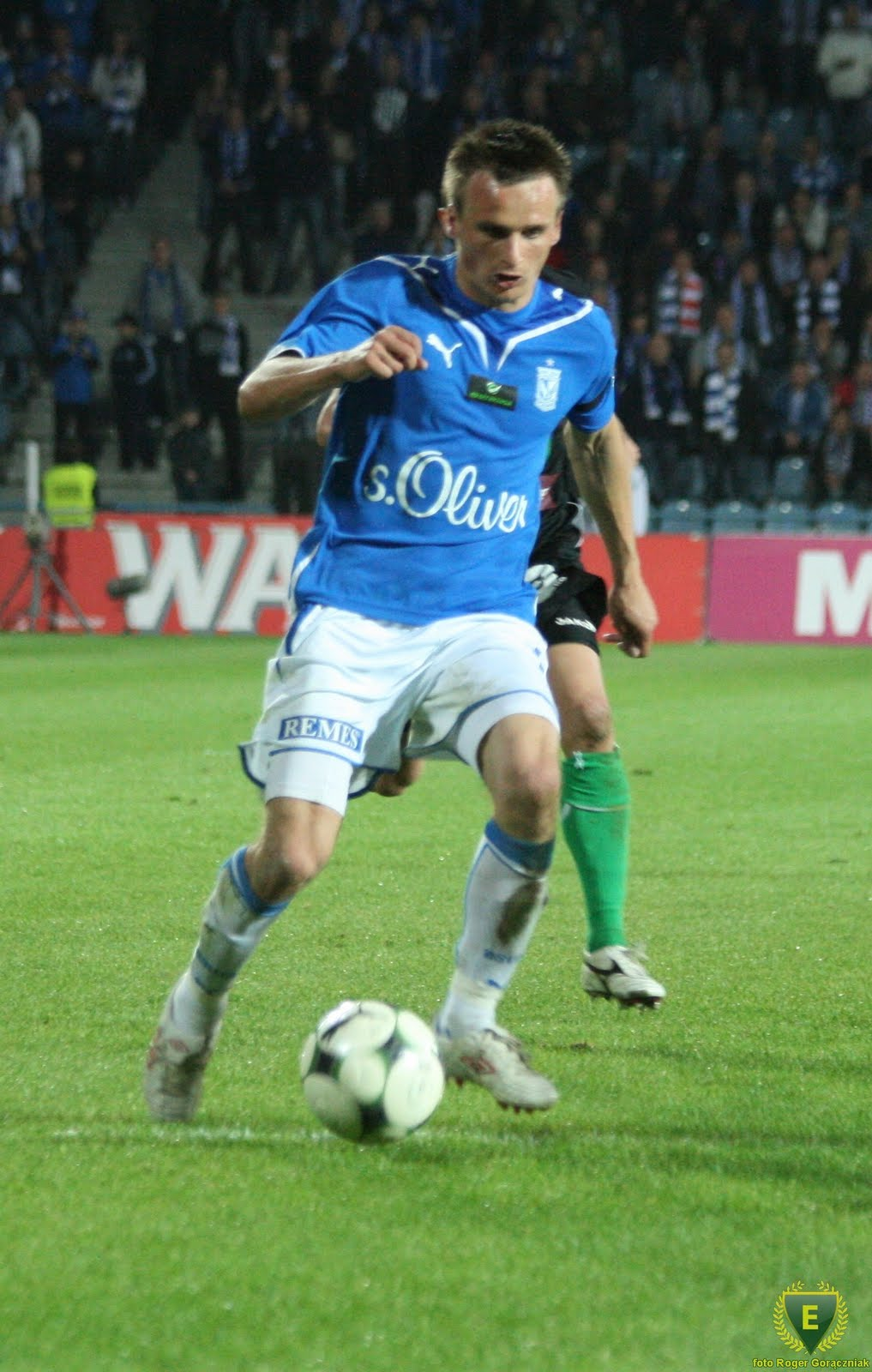
Peszko chơi bóng cho Lech Poznań vào năm 2010

Tháng 6 năm 2008 anh trở lại hạng đấu cao nhất với việc ký hợp đồng chơi cho Lech Poznań sau khi hợp đồng cũ với Płock đáo hạn. Mùa giải đầu tiên của anh kết thúc với chức vô địch Cúp quốc gia lần thứ hai, sau khi anh ghi bàn duy nhất trong trận chung kết với Ruch Chorzów. Ở mùa giải thứ hai Peszko kết thúc ở vị trí vua kiến tạo của giải (với 14 kiến tạo), bên cạnh 8 bàn thắng để giúp câu bộ giành chức vô địch quốc gia.
Peszko chuyển tới Bundesliga vào tháng 1 năm 2011, ban đầu anh ký hợp đồng với 1. FC Köln cho đến cuối mùa. Anh phải trả qua quá trình kiểm tra y tế trước khi gia nhập đội bóng và họ phát hiện anh có tới 4 quả thận. Hợp đồng của anh được gia hạn ở mùa giải đó, nhưng mùa giải đầu tiên của anh trở nên không trọn vẹn khi câu lạc bộ bị xuống hạng. Ngay sau khi kết thúc mùa giải, Peszko bị bắt giữ vì say xỉn trong taxi, làm cho anh bị phạt 25.000 euro và làm anh bị loại khỏi đội hình của Köln ở mùa giải kế tiếp.

## Thống kê sự nghiệp

### Câu lạc bộ
Tính đến 1 tháng 6 năm 2018
| Câu lạc bộ                     | Mùa                | Giải               | Giải nội địa | Giải nội địa | Cúp nội địa | Cúp nội địa | Cúp châu Âu | Cúp châu Âu | Tổng cộng | Tổng cộng |
| Câu lạc bộ                     | Mùa                | Giải               | Số trận      | Bàn thắng    | Số trận     | Bàn thắng   | Số trận     | Bàn thắng   | Số trận   | Bàn thắng |
| ------------------------------ | ------------------ | ------------------ | ------------ | ------------ | ----------- | ----------- | ----------- | ----------- | --------- | --------- |
| Wisła Płock                    | 2002–03            | Ekstraklasa        | 4            | 0            | 4           | 0           | –           | –           | 8         | 0         |
| Wisła Płock                    | 2003–04            | Ekstraklasa        | 20           | 1            | –           | –           | –           | –           | 20        | 1         |
| Wisła Płock                    | 2004–05            | Ekstraklasa        | 20           | 2            | 6           | 0           | –           | –           | 26        | 2         |
| Wisła Płock                    | 2005–06            | Ekstraklasa        | 21           | 1            | 9           | 2           | 2           | 0           | 32        | 3         |
| Wisła Płock                    | 2006–07            | Ekstraklasa        | 21           | 2            | 9           | 4           | –           | –           | 30        | 6         |
| Wisła Płock                    | 2007–08            | I liga             | 26           | 16           | 1           | 0           | –           | –           | 27        | 16        |
| Wisła Płock                    | Tổng cộng          | Tổng cộng          | 112          | 22           | 29          | 6           | 2           | 0           | 143       | 28        |
| Lech Poznań                    | 2008–09            | Ekstraklasa        | 25           | 0            | 7           | 2           | 10          | 3           | 42        | 5         |
| Lech Poznań                    | 2009–10            | Ekstraklasa        | 28           | 8            | 2           | 0           | 2           | 2           | 32        | 10        |
| Lech Poznań                    | 2010–11            | Ekstraklasa        | 15           | 3            | 2           | 1           | 10          | 2           | 27        | 6         |
| Lech Poznań                    | Tổng cộng          | Tổng cộng          | 68           | 11           | 11          | 3           | 22          | 7           | 101       | 21        |
| 1. FC Köln                     | 2010–11            | Bundesliga         | 11           | 0            | 0           | 0           | –           | –           | 11        | 0         |
| 1. FC Köln                     | 2011–12            | Bundesliga         | 32           | 2            | 2           | 0           | –           | –           | 34        | 2         |
| 1. FC Köln                     | 2013–14            | 2. Bundesliga      | 24           | 3            | 2           | 0           | –           | –           | 26        | 3         |
| 1. FC Köln                     | 2014–15            | Bundesliga         | 18           | 0            | 1           | 0           | –           | –           | 19        | 0         |
| 1. FC Köln                     | Tổng cộng          | Tổng cộng          | 85           | 5            | 5           | 0           | –           | –           | 90        | 5         |
| Wolverhampton Wanderers (mượn) | 2012–13            | Championship       | 13           | 0            | 3           | 0           | –           | –           | 16        | 0         |
| Lechia Gdańsk                  | 2015–16            | Ekstraklasa        | 27           | 2            | 1           | 0           | –           | –           | 28        | 2         |
| Lechia Gdańsk                  | 2016–17            | Ekstraklasa        | 29           | 3            | 0           | 0           | –           | –           | 29        | 3         |
| Lechia Gdańsk                  | 2017–18            | Ekstraklasa        | 25           | 4            | 1           | 0           | –           | –           | 26        | 4         |
| Lechia Gdańsk                  | Tổng cộng          | Tổng cộng          | 81           | 9            | 2           | 0           | –           | –           | 83        | 9         |
| Tổng kết sự nghiệp             | Tổng kết sự nghiệp | Tổng kết sự nghiệp | 359          | 47           | 50          | 9           | 24          | 7           | 433       | 63        |

### Cấp đội tuyển
Tính đến 28 tháng 6 năm 2018
| Ba Lan    |         |           |
| Năm       | Số trận | Bàn thắng |
| 2008      | 1       | 0         |
| 2009      | 6       | 0         |
| 2010      | 9       | 1         |
| 2011      | 8       | 0         |
| 2012      | 1       | 0         |
| 2013      | 2       | 0         |
| 2014      | 2       | 0         |
| 2015      | 6       | 1         |
| 2016      | 7       | 0         |
| 2017      | 1       | 0         |
| 2018      | 1       | 0         |
| Tổng cộng | 44      | 2         |

### Bàn thắng cho đội tuyển
Tỉ số và kết quả liệt kê bàn thắng của Ba Lan trước.
| Bàn thắng | Ngày                | Địa điểm                                                       | Đối thủ          | Tỉ số | Kết quả | Giải đấu                            | Nguồn |
| --------- | ------------------- | -------------------------------------------------------------- | ---------------- | ----- | ------- | ----------------------------------- | ----- |
| 1.        | 17 tháng 1 năm 2010 | Sân vận động sinh nhật lần thứ 80, Nakhon Ratchasima, Thái Lan | Đan Mạch         | 1–1   | 1–3     | King's Cup 2010                     |       |
| 2.        | 29 tháng 3 năm 2015 | Sân vận động Aviva, Dublin, Ireland                            | Cộng hòa Ireland | 1–0   | 1–1     | Vòng loại giải vô địch châu Âu 2016 |       |

## Danh hiệu

### Wisła Płock
- Cúp Ba Lan: 2005–06, á quân 2002–03
- Siêu cúp Ba Lan: 2006

### Lech Poznań
- Ekstraklasa: 2009–10
- Cúp Ba Lan: 2008–09
- Siêu cúp Ba Lan: 2009

### Lechia Gdańsk
- Siêu cúp Ba Lan: 2019
- Cúp Ba Lan: 2019